# All the Fine Young Cannibals
All the Fine Young Cannibals (bra Amantes Impetuosos) é um filme estadunidense de 1960, dos gêneros musical, romance, comédia e drama, dirigido por Michael Anderson, com roteiro de Robert Thom baseado no romance de Rosamond Marshall The Bixby Girls.

## Sinopse
A narrativa é sobre dois jovens, ambos filhos de religiosos ortodoxos, que se apaixonam e tentam arriscar a vida na cidade grande.

## Elenco
- Robert Wagner… Chad Bixby
- Natalie Wood… Sarah 'Salome' Davis
- Susan Kohner… Catherine McDowall
- George Hamilton… Tony McDowall
- Pearl Bailey… Ruby
- Jack Mullaney… Putney Tinker
- Onslow Stevens… Joshua Davis
- Anne Seymour… sra. Bixby
- Virginia Gregg… Ada Davis
- Mabel Albertson… sra. McDowall
- Louise Beavers… Rose